# Чемпионат России по футболу среди женщин 2015
Чемпионат России по футболу среди женщин 2015 — 24-й сезон Высшего дивизиона в системе женских футбольных лиг России. Сезон начался 18 апреля 2015 года и завершился 15 ноября 2015 года. После выбывания в сезоне 2014 клубов ЦСП Измайлово и Мордовочка, в чемпионате на сезоны 2015 и 2016 осталось всего 6 команд — это минимальное количество команд в Высшем дивизионе Чемпионатов России в истории. Чемпионом в пятый раз стала Звезда-2005 (Пермь).
Среди команд клубов высшего дивизиона разыгрывалось также первенство дублей (молодёжных команд).

## Участники
Сводная статистика участников
учтены матчи завершённых сезонов
без учёта мячей забитых в сериях послематчевых пенальти
с учётом технических результатов
легенда
 — команда была Чемпионом
 — команда была вице-чемпионом
 — команда была бронзовый призёром
| команда      | команда     | сезоны | сезоны                     | Результаты выступлений | Результаты выступлений | Результаты выступлений | Результаты выступлений | Результаты выступлений | Результаты выступлений | Результаты выступлений | Результат в сезоне 2014    | Примечания                                                                        |
| наименование | город       | #      | года                       | И                      | В                      | Н                      | П                      | ЗМ                     | ПМ                     | РМ                     | Результат в сезоне 2014    | Примечания                                                                        |
| ------------ | ----------- | ------ | -------------------------- | ---------------------- | ---------------------- | ---------------------- | ---------------------- | ---------------------- | ---------------------- | ---------------------- | -------------------------- | --------------------------------------------------------------------------------- |
| Рязань-ВДВ   | Рязань      | 17     | 1997—2003, 2005—2014       | 311                    | 162                    | 40                     | 109                    | 653                    | 414                    | +239                   | Высший дивизион, 3-е место | ВДВ (1997—1999) Рязань-ТНК (2000—2003)                                            |
| Чертаново    | Москва      | 16     | 1992—2007                  | 308                    | 106                    | 47                     | 155                    | 387                    | 591                    | -204                   | —                          | СКИФ (Малаховка) (1992) СКИФ-Фемина (Малаховка) (1993) Чертаново-СКИФ (1994—1996) |
| Кубаночка    | Краснодар   | 12     | 1992, 1996—2001, 2010—2014 | 243                    | 69                     | 35                     | 139                    | 223                    | 395                    | -172                   | Высший дивизион, 5-е место | Седин-Шисс (1992)                                                                 |
| Россиянка    | Химки       | 11     | 2004—2014                  | 203                    | 141                    | 32                     | 30                     | 599                    | 167                    | +432                   | Высший дивизион, 4-е место | Россиянка (Красноармейск) (2004-2014)                                             |
| Звезда-2005  | Пермь       | 8      | 2007—2014                  | 149                    | 99                     | 16                     | 34                     | 346                    | 142                    | +204                   | Высший дивизион, 1-е место |                                                                                   |
| Зоркий       | Красногорск | 4      | 2011/2012—2014             | 79                     | 50                     | 11                     | 18                     | 161                    | 85                     | +76                    | Высший дивизион, 2-е место |                                                                                   |

1. ↑  не учтён сезон 2004 года: «Рязань-ВДВ» провела 2 матча и снялась с розыгрыша
2. ↑  не учтён сезон 2014 года: «Чертаново» провело 3 матча и снялось с розыгрыша (заменяя снявшийся с розыгрыша «ЦСП Измайлово»)

Клуб Высшего дивизиона 2014 «ЦСП Измайлово» (Москва), проведя в прошлом сезоне шесть матчей Предварительного этапа, снялся с соревнований по финансовым причинам и 1 июня 2014 года прекратил существование. Клуб «Мордовочка» (Саранск) после окончания сезона 2014 потерял профессиональный статус и перешел во Второй дивизион.
Клуб «Россиянка» переехал из Красноармейска в Химки.

## Турнирная таблица
| Поз | Команда               | И  | В  | Н | П  | МЗ | МП | РМ  | О  | Квалификация или выбывание |
| --- | --------------------- | -- | -- | - | -- | -- | -- | --- | -- | -------------------------- |
|     | Звезда-2005 (Пермь)   | 20 | 12 | 4 | 4  | 46 | 19 | +27 | 40 | Плей-офф Лиги чемпионов    |
|     | Россиянка (Химки)     | 20 | 11 | 5 | 4  | 29 | 15 | +14 | 38 | Плей-офф Лиги чемпионов    |
|     | Зоркий (Красногорск)  | 20 | 9  | 2 | 9  | 26 | 25 | +1  | 29 | снялся                     |
| 4   | Рязань-ВДВ (Рязань)   | 20 | 8  | 5 | 7  | 30 | 22 | +8  | 29 |                            |
| 5   | Кубаночка (Краснодар) | 20 | 6  | 6 | 8  | 20 | 27 | -7  | 24 |                            |
| 6   | Чертаново (Москва)    | 20 | 2  | 2 | 16 | 13 | 56 | -43 | 8  |                            |

1. ↑  «Зоркий» снялся с соревнований по финансовым причинам за три тура до конца Чемпионата, после чего клуб прекратил свое существование

## Результаты матчей
6 команд сыграли каждая с каждой в четыре круга (два дома и два в гостях).
| Команда               | Звезда-2005 | Россиянка | Зоркий | Рязань-ВДВ | Кубаночка | Чертаново |
| --------------------- | ----------- | --------- | ------ | ---------- | --------- | --------- |
| Звезда-2005 (Пермь)   |             | 1:0       | 1:0    | 1:1        | 2:0       | 2:0       |
| Звезда-2005 (Пермь)   | 3:0         | 3:0       | 0:0    | 4:1        | 5:0       |           |
| Россиянка (Химки)     | 2:2         |           | 0:0    | 1:1        | 1:1       | 2:0       |
| Россиянка (Химки)     | 3:1         | 1:2       | 1:0    | 3:0        | 2:1       |           |
| Зоркий (Красногорск)  | 1:3         | 0:1       |        | 2:0        | 2:1       | 3:0       |
| Зоркий (Красногорск)  | 3:0         | 0:3       | 0:1    | 1:1        | 6:0       |           |
| Рязань-ВДВ (Рязань)   | 0:1         | 2:1       | 3:0    |            | 3:1       | 5:2       |
| Рязань-ВДВ (Рязань)   | 3:3         | 0:1       | 2:3    | 0:0        | 4:1       |           |
| Кубаночка (Краснодар) | 2:1         | 1:1       | 1:2    | 0:1        |           | 3:1       |
| Кубаночка (Краснодар) | 2:1         | 0:3       | 1:0    | 1:0        | 0:0       |           |
| Чертаново (Москва)    | 0:7         | 0:1       | 0:1    | 1:3        | 0:3       |           |
| Чертаново (Москва)    | 1:5         | 0:2       | 3:0    | 2:1        | 1:1       |           |

 Домашняя победа  •  Ничья •  Домашнее поражение
1. 1 2 3  Технический результат

## Статистика чемпионата

### Лучшие бомбардиры
| Место | Игрок               | Клуб                | Голы |
| ----- | ------------------- | ------------------- | ---- |
| 1     | Дарья Апанащенко    | Звезда-2005 (Пермь) | 13   |
| 2     | Ольга Бойченко      | Звезда-2005 (Пермь) | 9    |
| 3     | Елена Данилова      | Рязань-ВДВ (Рязань) | 7    |
| 4     | Габриэль Онгене     | Россиянка (Химки)   | 6    |
| 4     | Ксения Цыбутович    | Рязань-ВДВ (Рязань) | 6    |
| 5     | Олеся Курочкина     | Звезда-2005 (Пермь) | 5    |
| 5     | Инес Нрехи          | Россиянка (Химки)   | 5    |
| 5     | Екатерина Пантюхина | Звезда-2005 (Пермь) | 5    |

### Хет-трики
| Игрок          | Клуб       | Соперник  | Счёт                 | Дата         |
| -------------- | ---------- | --------- | -------------------- | ------------ |
| Елена Данилова | Рязань-ВДВ | Чертаново | 5:2 ( 26′, 78′, 87′) | 20 июня 2015 |

### Рекорды сезона
- Самая крупная победа хозяев (+6): 6:0 в матче «Зоркий»—«Чертаново», 15 августа 2015
- Самая крупная победа гостей (+7): 0:7 в матче «Чертаново»—«Звезда-2005», 2 мая 2015
- Наибольшее количество забитых мячей в одном матче (7): 0:7 в матче «Чертаново»—«Звезда-2005», 2 мая 2015, 5:2 в матче «Рязань-ВДВ»—«Чертаново», 20 июня 2015
- Наибольшее количество голов, забитых одной командой в матче (7): 0:7 в матче «Чертаново»—«Звезда-2005», 2 мая 2015
- Самый популярный счёт (1:0): 12 раз (21,05% от всех матчей)

### Зрители
| Команда               | Всего     | В среднем | Всего    | В среднем | Всего    | В среднем | Стадион                                                            |
| Команда               | Все матчи | Все матчи | Домашние | Домашние  | Гостевые | Гостевые  | Стадион                                                            |
| --------------------- | --------- | --------- | -------- | --------- | -------- | --------- | ------------------------------------------------------------------ |
| Звезда-2005 (Пермь)   | 5,250     | 276       | 3,400    | 378       | 1,850    | 185       | Звезда (17,000)                                                    |
| Кубаночка (Краснодар) | 4,550     | 228       | 2,000    | 200       | 2,550    | 255       | Труд (3,000)                                                       |
| Рязань-ВДВ (Рязань)   | 4,150     | 208       | 1,950    | 195       | 2,200    | 220       | Спартак (6,000)                                                    |
| Россиянка (Химки)     | 4,100     | 216       | 1,900    | 190       | 2,200    | 244       | Родина (Химки) (5,083), Октябрь (Москва) (3,060)                   |
| Зоркий (Красногорск)  | 3,800     | 224       | 2,250    | 250       | 1,550    | 194       | Зоркий (8,000)                                                     |
| Чертаново (Москва)    | 3,150     | 166       | 1,000    | 111       | 2,150    | 215       | Янтарь (2,000), СОЦ Крылатское (1,500), Планета (Подольск) (3,120) |